# Juliusz Florkowski
Juliusz (Julian) Florkowski (ur. 1856, zm. 1924) – polski działacz organizacji ziemiańskich, poseł do Dumy

## Życiorys
Juliusz Florkowski urodził się w 1856 r. w majątku Skała (gubernia kijowska) w domu Wiktora i Marceliny ze Smoleńskich. Po ukończeniu gimnazjum w Kijowie kontynuował naukę na Uniwersytecie w Petersburgu, którą ukończył w 1879 r. ze stopniem kandydata praw. Po studiach mieszkał przez kilka lat w Kijowie, gdzie współpracował z Kijowskim Towarzystwem Rolniczym, skupiającym wówczas wielu polskich właścicieli ziemskich. W latach 1886–1887 był członkiem rady tegoż Towarzystwa. Związany z rolnictwem, postanowił zgłębić wiedzę teoretyczną, w związku z czym odbył kilka semestrów studiów rolniczych w Hohenheim i Lipsku. Najprawdopodobniej pod koniec lat 80. XIX w. Florkowscy przybyli na teren guberni lubelskiej, a Juliusz nabył wspólnie z bratem Józefem majątek Fajsławice w powiecie krasnostawskim. Matka Juliusza Marcelina Florkowska zakupiła część majątku Wygnanowice położonego w sąsiedniej gminie Rybczewice. Poza pracą we własnym majątku Florkowski aktywnie włączył się w działalność organizacji gospodarczych powstających w guberni lubelskiej, m.in. poświęcił się organizowaniu przemysłu gorzelniczego i został dyrektorem Towarzystwa Właścicieli Zakładów Gorzelniczych w Królestwie Polskim. Z jego inicjatywy Warszawski Związek Gorzelniczy rozpoczął na szerszą skalę eksport spirytusu do Niemiec i w głąb Rosji. W latach 1902–1903 Juliusz wchodził w skład lubelskiego komitetu gubernialnego Rady Nadzwyczajnej do spraw związanych z potrzebami produkcji rolnej. W maju 1904 r. został powołany na radcę Dyrekcji Głównej Towarzystwa Kredytowego Ziemskiego. Także w 1904 r. został wiceprezesem Lubelskiego Towarzystwa Rolniczego. Prowadził również działalność publicystyczną, opublikował szereg artykułów dotyczących organizacji przemysłu rolnego, głównie w wydawnictwach okolicznościowych, ale też i lokalnych jak „Ziemia Krasnostawska”. 

## Działalność w Dumie
Juliusz Florkowski jako kandydat na posła do Dumy Państwowej znalazł się na lubelskiej liście endeckiej z kurii ziemiańskiej. Podczas wyborów elektorskich odbytych w Lublinie 3 maja 1906 r. zdobył mandat uzyskując 74 głosów poparcia. Juliusz Florkowski był jednym z trzech posłów (obok Józefa Suchorzewskiego i Władysława hr. Tyszkiewicza) reprezentujących Związek Pracy Narodowej organizacji zrzeszającej gł. ziemian i inteligencję, założonej dla obrony narodowo-kulturalnych i ekonomicznych interesów społeczeństwa, a pozostającej pod wpływami Narodowej Demokracji. Po zatwierdzeniu i uznaniu wyboru Florkowskiego do Dumy za prawidłowy został on przydzielony w dniu 12 maja do VIII oddziału. W Dumie Florkowski był jednym z delegatów Koła Polskiego do komisji agrarnej. Doświadczenie, przygotowanie praktyczne jak i wiedza teoretyczna z zakresu rolnictwa niejako predysponowały Florkowskiego do tej komisji, choć nie był on w Dumie szczególnie aktywny. Florkowski bardziej za to angażował się w kwestii zniesienia najwyższego wymiaru kary. Podpisy posła z Wygnanowic widnieją pod kilkoma wnioskami gł. dotyczącymi zaprzestania wykonywania wyroków kary śmierci. Florkowski sygnował także interpelacje dotyczące aresztowań, zsyłek na Syberię czy konkretnej sprawy zwolnienia ze stanowiska nauczyciela z guberni połtawskiej. 
Wraz z końcem pierwszej Dumy Państwowej Florkowski zakończył krótką karierę parlamentarną. Z racji posiadanego majątku co prawda wciąż zachowywał prawa wyborcze, ale więcej nie kandydował. Nazwisko Florkowskiego pojawiło się jeszcze wśród nazwisk kandydatów, tym razem do drugiej kadencji Rady Państwa. Stało się to za sprawą Eustachego Dobieckiego, znanego polityka Stronnictwa Polityki Realnej, który postanowił nie startować w kolejnych wyborach w 1909 r., a na swoje miejsce proponował kilku polityków, w tym m.in. Juliusza Florkowskiego. 
Po rozwiązaniu Dumy Florkowski skupił się na prowadzeniu Lubelskiego Towarzystwa Rolniczego, w którym od 1906 do 1916 r. pełnił funkcję prezesa, a w 1913 r. otrzymał godność prezesa honorowego. Od początku powstania LTR Florkowski dzielił przewodnictwo z Maksymilianem Dobrskim i zajmował się sprawami społeczno-ekonomicznymi oraz kontaktami z władzami. Po śmierci Dobrskiego przejął samodzielnie ster Towarzystwa, doprowadzając go wkrótce do rozkwitu, a okres jego prezesury zaczęto określać mianem „złotego wieku”. Wciągnął do współpracy i pracy społecznej najlepszych działaczy z dziedziny rolnictwa na Lubelszczyźnie. Organizował ciekawe zebrania dotyczące organizacji pracy i podniesienia produkcji zarówno w małych i większych gospodarstwach. W 1907 r. zwołał zjazd 77 kółek rolniczych działających w guberni lubelskiej. Nakłonił ziemian do podjęcia pewnych ustalonych norm pracy robotników folwarcznych. Podczas jego prezesury odbywały się liczne pokazy, próby łąkowe i polowe z nawozami sztucznymi, lustracje gospodarstw włościańskich, systematyczna poprawa inwentarza żywego, rozwój spółdzielczości oraz czytelnictwa. Wchodził również w skład Rady Zapisu Dóbr Kajetana hr. Kickiego. W latach 1907–1912 był też członkiem Komitetu Towarzystwa Kredytowego Ziemskiego. Florkowski był jednym z założycieli Centralnego Towarzystwa Rolniczego. W dniu 12 marca 1907 r. na pierwszym zebraniu Rady CTR odbyły się wybory prezydium i komitetu. Florkowski wszedł do komitetu (1907-1916), gromadząc trzecią liczbę głosów. W skład Komitetu wchodzili delegaci oraz prezesi poszczególnych Wydziałów i Sekcji. Zadaniem tego ciała były sprawy ogólne jak np. przygotowywanie budżetów i wniosków na zebranie Rady Głównej. Juliusz Florkowski wraz z bratem Józefem weszli również do Rady Głównej CTR. 
Kolejną inicjatywą Florkowskiego podjętą wraz z Leonem Przanowskim, Tadeuszem Rojewskim i in. było zorganizowanie Towarzystwa Doświadczeń Rolniczych przy LTR. Florkowski był też prezesem lubelskiego Oddziału Towarzystwa Wzajemnej Pomocy Pracowników Rolnych. Florkowscy wspomagali, w latach 1906–1910, zarówno finansowo jak i personalnie, działalność Lubelskiego Towarzystwa Dobroczynności, Juliusz ponadto wspierał datkami budżet CTR. Juliusz Florkowski znalazł się też w grupie założycieli w dniu 15 listopada 1910 r. Towarzystwa Straży Ogniowych w Piaskach. 
Florkowski wspólnie z Janem Steckim i Józefem Targowskim zasiadali w zarządzie Wydziału Rolnego Głównego Komitetu Ratunkowego oraz byli kierownikami ekspozytury CTR w Lublinie. Od 1916 r. Florkowski należał do Związku Ziemian. Podczas wojny tak jak większość narodowych demokratów i ziemian zachowywał postawę pasywistyczną. Jednak w obliczu manifestu dwóch cesarzy Florkowski podobnie jak przywódcy Klubu Polskiego i Związku Ziemian z Janem Steckim na czele stanął po stronie aktywistów i był sygnatariuszem rezolucji GKR aprobującej tzw. akt 5 listopada przyjętej w czasie zjazdu w Lublinie. Florkowski wszedł w skład utworzonej 7 listopada 1916 r. Komisji Organizacyjnej Instytutu Rolniczego w Puławach. W 1919 r. zmarła Maria Florkowska, żona Juliusza. Była szanowaną i kochaną w okolicy filantropką, udzielała pomocy mieszkańcom wsi, jak i fornalom, leczyła chorych przez co zaraziła się tyfusem. Po śmierci żony Florkowski wycofał się z życia publicznego, zmarł po długich cierpieniach 27 grudnia 1924 r. w Wygnanowicach. Pochowany został 30 grudnia na cmentarzu parafialnym (starym) w Fajsławicach w rodzinnej kaplicy grobowej wybudowanej wspólnie z bratem Józefem. Jedynym spadkobiercą Juliusza został syn Wiktor.